# Barge
Barge (Barge anche in piemontese e occitano) è un comune italiano di 7 460 abitanti della provincia di Cuneo in Piemonte. Fa parte dell'unione montana Barge - Bagnolo Piemonte.

## Geografia fisica

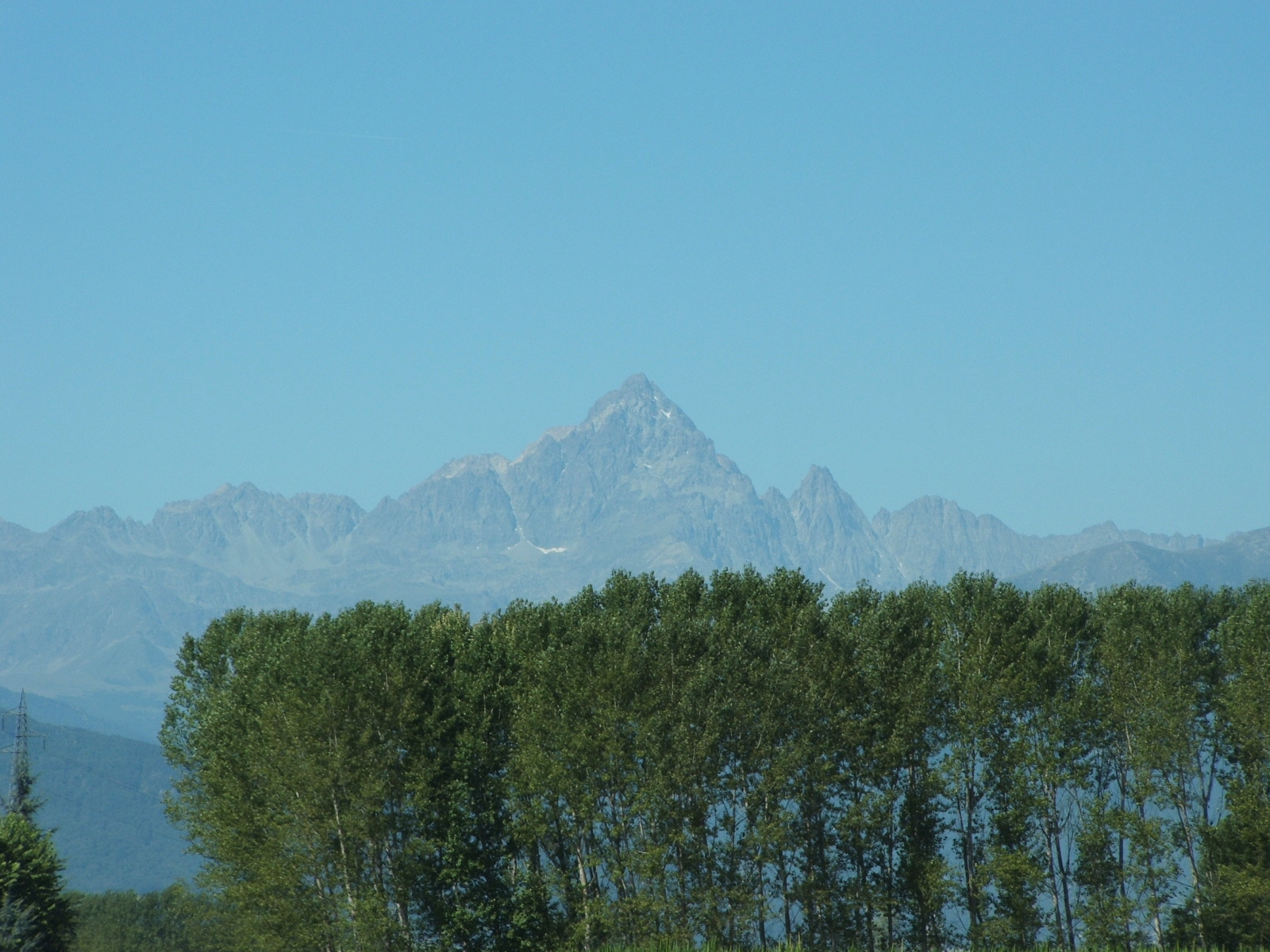
Il Monviso fotografato dalla piana piemontese nei pressi di Barge

L'abitato è situato ai piedi delle Alpi Cozie, in prossimità del Monviso e più precisamente, in una conca ai piedi del monte Bracco e del monte Medìa.
Il centro abitato è attraversato da due torrenti (il Chiappera e l'Infernotto), che si uniscono a formarne un terzo, il Ghiandone, che si getta nelle vicinanze di Staffarda nel fiume Po. L'abitato principale si sviluppa a circa 360/390 metri s.l.m..

## Origini del nome
Il toponimo è reso al plurale e deriva dalla parola antica barga, il cui significato è fonte di discussione. Secondo l'Olivieri ed altri studiosi, assume il significato di "riparo/capanna/abitacolo" (vedi "stamberga", con il significato di "riparo in pietra"). Secondo altri, invece, sarebbe da ricollegarsi a una radice antichissima *berg-/*barg-/*breg-/*brig- avente il significato di "elevazione del terreno/montagna". In particolare, nell'area meridionale francese, tutti i toponimi e microtoponimi di tipo Barge/La Barge/Barges/Bargettes si riferiscono a territori "alle falde di una montagna". Lo stesso vale per il microtoponimo spagnolo Vargas.
Al di fuori del Piemonte, si registra l'analogo toponimo "Barga", al singolare: cittadina toscana, in provincia di Lucca.
Un microtoponimo Bargie invece, si trova in valle Maira, in provincia di Cuneo. Altri microtoponimi italiani di probabile identica origine:
- Barghe (Sabbio Chiese, nel bresciano);
- Barga (Castiglion Fibocchi, nell'aretino);
- Bargi (Porta Lucchese, nel pistoiese);
- Bargi (Certaldo, nel fiorentino);
- Barce (Rocca Pietore, nel bellunese);
- Barche di Solferino (Solferino, nel mantovano).

## Storia
Nel territorio comunale, sulla sommità del monte Bracco e del monte Medìa, è attestata la presenza di un'intensa attività di incisioni rupestri. Essa risulta certamente d'epoca antica, ma è impossibile sapere di quale cultura essa fosse stata espressione.
Il territorio di Barge è situato in un'area geografica, che, nell'età pre-romana, appartenne alla cultura celto-ligure dei Taurini. Nell'ambito di questa, ricadde successivamente nella sfera d'influenza dell'insediamento principale della touta/civitas caburriate, esistente sull'attuale Rocca di Cavour. Tale insediamento è indicato da Plinio come il secondo per importanza nelle terre taurine, dopo Segusium (l'odierna Susa), ma il nome originario ci è sconosciuto. Ai piedi della rocca (a 6 km, dal centro attuale di Barge) il proconsole cesariano Gaio Vibio Pansa fondò un insediamento mercatale romano, di nome Forum Vibii Cabur. Decadde nell'Alto Medioevo, ma il nome Caburrum fu legato in seguito all'abbazia di Santa Maria di Staffarda, sorta nel XII secolo a poca distanza. Dal nuovo nucleo, sarebbe nato, in seguito, il piccolo centro medievale di Cavour (distante 6 km circa da quello di Barge).
Il primo documento che citi il nome di Barge è del 1001, un diploma imperiale di Ottone III di Sassonia. Il grande campanile romanico lombardo della chiesa di San Giovanni Battista sta, però, a dimostrare che già nel primo quarto dell'XI secolo il villaggio costituì un centro di notevole rilievo demografico (essendo il più grande campanile pievano in un'area molto vasta). Barge fece parte delle terre torinesi, come dimostra il titolo della sua chiesa principale, dedicata a san Giovanni Battista.
La particolare posizione geografica del territorio bargese lungo la via pedemontana, nel punto di un'importante deviazione che attraverso il facile passo della Colletta permetteva di raggiungere la media val Po a Paesana, ne fece ben presto un punto di importanza strategica.
Tra XI e XIII secolo, ricadde sotto il dominatus di un consortile signorile, detto "Dei Signori di Barge". Stando agli storici e genealogisti ottocenteschi, che studiarono i nomi propri di questi Signori, si sarebbe trattato di un ramo dei Robaldini (framiglia presente nel cuneese, derivante da un Robaldus o Robaldo Cavaliere di re Carlo II di Francia detto il Calvo, Robaldo ebbe un figlio di nome Alineo che dalla Neustria francese venne in Italia come vassallo di due fratelli Arduino e Ruggero, quest'ultimo sarebbe divenuto "conte di Auriate", mentre Alineo divenne "Visconte di Auriate", dal quale discendono i Signori di Barge - insediamento scomparso, ma allora esistente su un'isola fluviale della Stura, vicino a Borgo San Dalmazzo - citato dalla Cronaca di Novalesa). Naturalmente, non esistono prove storiche concrete per tale attribuzione.
Certo è, invece, che i Signori di Barge (agenti, non sempre unitariamente, in forma di "consortile") non ebbero la forza di rendersi autonomi e dovettero giurare fedeltà a signori superiori. Alcuni rami, perciò, si legarono ai Savoia e altri al casato dei Saluzzo. Ciò portò a forti tensioni nel corso del XIV secolo. Alla fine, una parte dei signori locali decadde e un'altra parte si trasferì proprio a Saluzzo, acquisendo differenti terre feudali. 
Trattandosi di località a Nord del Po, in epoca medievale fu considerata come rientrante tra i domini sabaudi.
Nel 1325, però, Manfredo IV di Saluzzo si riconobbe vassallo di Casa Savoia per parte di Barge (comprendente il centro urbano antico o burgus vetus,che ricevette le prime franchigie proprio dal marchese); l'omaggio venne rinnovato anche dai suoi successori, fino a quando Tommaso II di Saluzzo adottò una condotta apertamente anti-sabauda. Il giovane principe di Savoia-Acaia, residente a Pinerolo, cercò di contrastarla con la fondazione di un burgus novus a monte del vecchio insediamento bargese, ma questa politica fu considerata dallo zio Amedeo VI di Savoia come insufficiente rispetto alle offese subite. Quindi costui, nel 1363, valicò le Alpi con proprie truppe e mosse contro il burgus vetus e il castello superiore di Barge, espugnandoli. Nonostante ciò, l'esercito saluzzese riuscì a riprenderne il controllo successivamente e solo nel 1364 il territorio passò totalmente e definitivamente nella diretta e piena disponibilità dei Savoia, che fecero rifortificare la terra dai chieresi e dai moncalieresi. Il 16 luglio 1441 i fratelli Francesco, Antonio Guglielmo, e Michele Soavi furono investiti del titolo di “Signori” di detto feudo rapportata per Cattalano Gauzatore dal Duca Ludovico di Savoja per i beni feudali dalli medesimi posseduti. 
Barge fu considerata, nell'ambito del Principato di Piemonte, come communitas immediata, cioè dipendente direttamente dal Sovrano, cui spettava la nomina del Vicarius civile. 
A partire dalla metà del Cinquecento, a seguito di frequenti guerre e del continuo passaggio degli eserciti spagnoli, francesi e piemontesi, tesi al controllo dell'importante castello, il territorio fu soggetto a distruzioni e miseria. Queste vicende culminarono con la peste del 1630, che spopolò la regione.
Alla fine del Seicento il comune fu coinvolto nella guerra tra il Piemonte e la Francia: nel 1690, il generale francese Catinat, dopo la vittoria di Staffarda, mosse contro Barge, devastandone il territorio e saccheggiando il paese.
Il relativo periodo di pace del Settecento contribuì a risanare le ferite dei decenni trascorsi.
Come centro industriale, Barge s'impose, unico in Piemonte, per la sua produzione di armi da fuoco, iniziata nel secolo XIV e cessata cogli armaioli Thorosano solo nel XVIII, e per lo sfruttamento della cava di quarzite del Mombracco, menzionata anche in uno scritto di Leonardo da Vinci (il Manoscritto "B" dell'Institut de France).
Nel XVII secolo, venne infeudato al ramo Savoia-Carignano. Per questo motivo, durante il Risorgimento, il re di Sardegna, Carlo Alberto, primo di quel ramo a salire sul trono sabaudo, usò un passaporto riportante il solo titolo di "conte di Barge", per poter sfuggire a un posto di blocco austriaco, dopo la rovinosa battaglia di Novara. Religiosissimo ed educato a non dire menzogne, egli ritenne fosse peccato meno grave la menzione di una sola parte di verità.
Il territorio, dopo lo scioglimento del Principato d'Acaia, fu fatto rientrare nella Provincia di Pinerolo, poi, in quella di Saluzzo, quindi nelle province unite di Pinerolo-Saluzzo e infine, nuovamente in quella di Saluzzo. Come conseguenza seguì le sorti delle terre saluzzesi in epoca napoleonica, andando a far parte del Dipartimento della Stura, avente per capitale Cuneo e successivamente, della neocostituita Provincia di Cuneo, che inglobò la provincia saluzzese.
Nel settembre del 1943, vi fu fondata la prima formazione partigiana del Nord Italia, aderente ai Garibaldini (formazioni comuniste), su ispirazione del filosofo della scienza Ludovico Geymonat e del comandante Barbato (Pompeo Colajanni).
Con decreto del presidente della Repubblica del 9 maggio 2024 il Comune di Barge ha ottenuto il titolo onorifico di Città.

### Simboli
Stemma
Gonfalone

Decreto del presidente della Repubblica del 09/05/2024

Lo stemma è stato riconosciuto con decreto del Capo del governo dell'11 settembre 1931; il gonfalone è stato concesso con regio decreto del 16 febbraio 1931. Con l'ottenimento del titolo di Città (DPR del 9 maggio 2024) lo stemma e relativo gonfalone civico sono stati modificati, così come da statuto comunale, sostituendo la corona di comune con quella di città.

### Onorificenze
Il Comune di Barge è tra le città decorate al valor militare per la guerra di liberazione, insignita il 22 luglio 1982 della croce di guerra al valor militare per i sacrifici delle sue popolazioni e per l'attività nella lotta partigiana durante la seconda guerra mondiale:

## Monumenti e luoghi d'interesse

### Architetture religiose

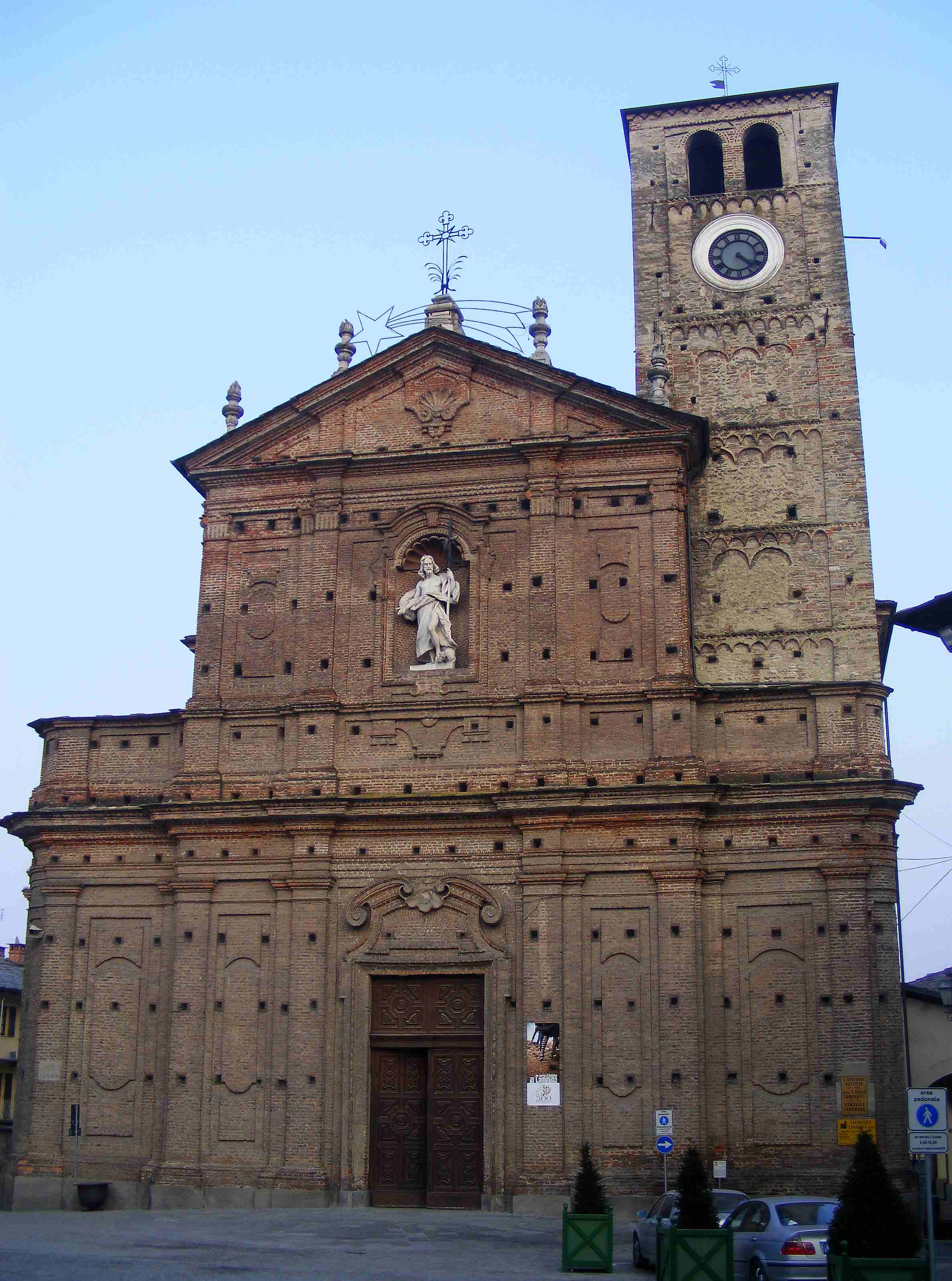
La parrocchiale

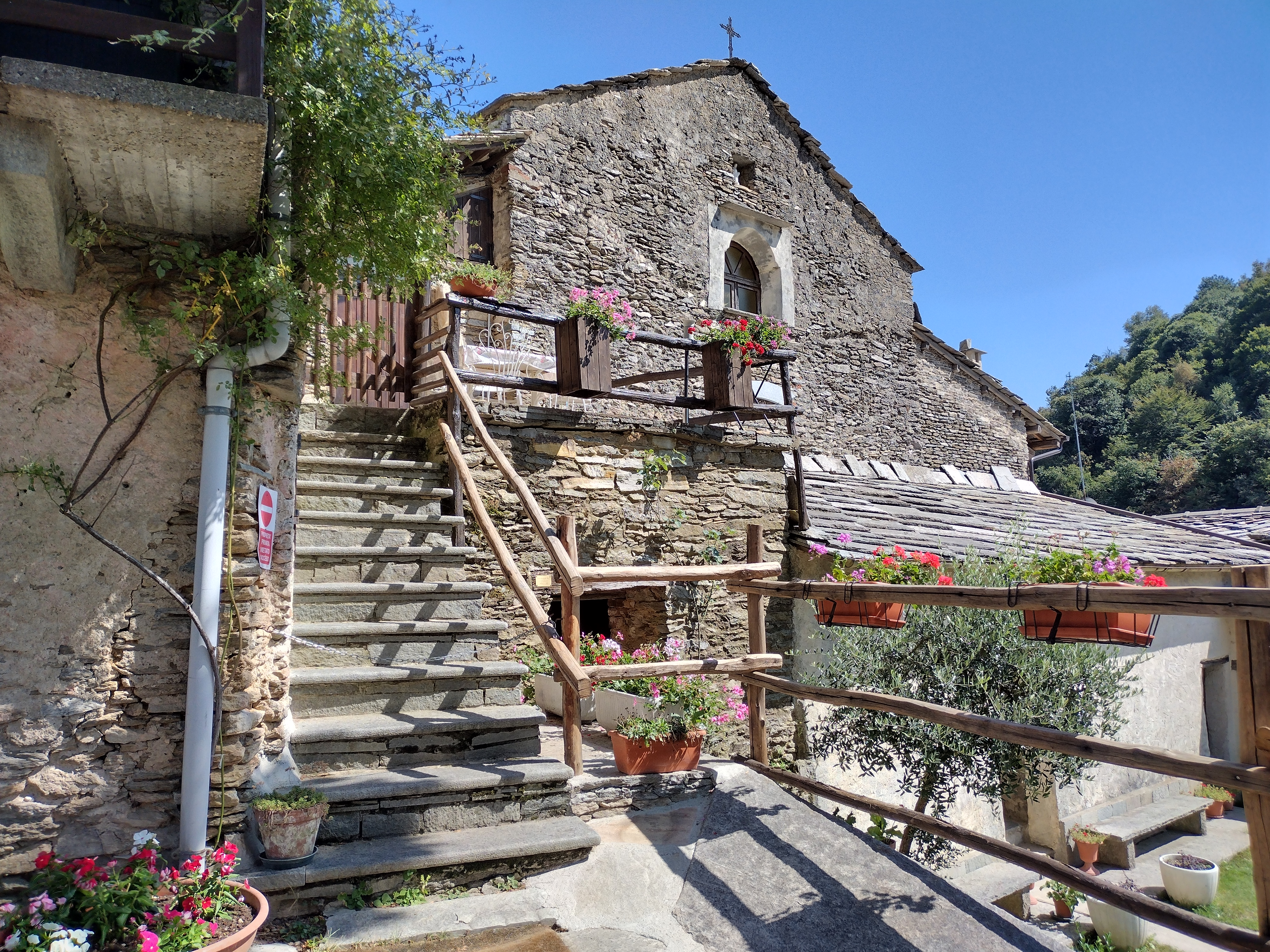
Ex complesso monastico del Mombracco

- la chiesa parrocchiale di San Giovanni Battista, già pieve alto-medievale del Vescovado di Torino e, poi, sede della parrocchia maggiore di Barge, dipendente dal Vescovado di Saluzzo (CN) fin da epoca napoleonica, oggi è sede di parrocchia della zona pastorale di Barge-Bagnolo, recentemente unita a quella della Valle Po. L'edificio è una delle più grandi chiese non episcopali del Piemonte (oltre 1000 m² di superficie). Originariamente romanico lombardo, fu rifatto in stile gotico nel 1501 e, poi, in stile barocco, tra il 1730 e il '40, su disegno di Francesco Gallo di Mondovì, architetto e ingegnere militare regio, autore della cupola ellittica del santuario di Vicoforte di Mondovì, nonché di numerose chiese monregalesi e di altre zone della provincia di Cuneo
- la chiesa di Santa Maria Assunta, un tempo dedicata alla santa Croce e popolarmente conosciuta col nome di Crosà
- il complesso conventuale del Mombracco, costituito da tre chiese: la Madonna della Rocca (prima cella monacale); San Salvatore (rudere) e Santa Maria (ora San Giacomo)
- il Santuario della Madonna delle Combe, dedicato a Nostra Signora della Neve, antica cappella diventata da pochi anni santuario; si trova nella frazione omonima. La festa si celebra nei primi giorni d'agosto ed è una delle feste più famose di Barge

### Architetture militari

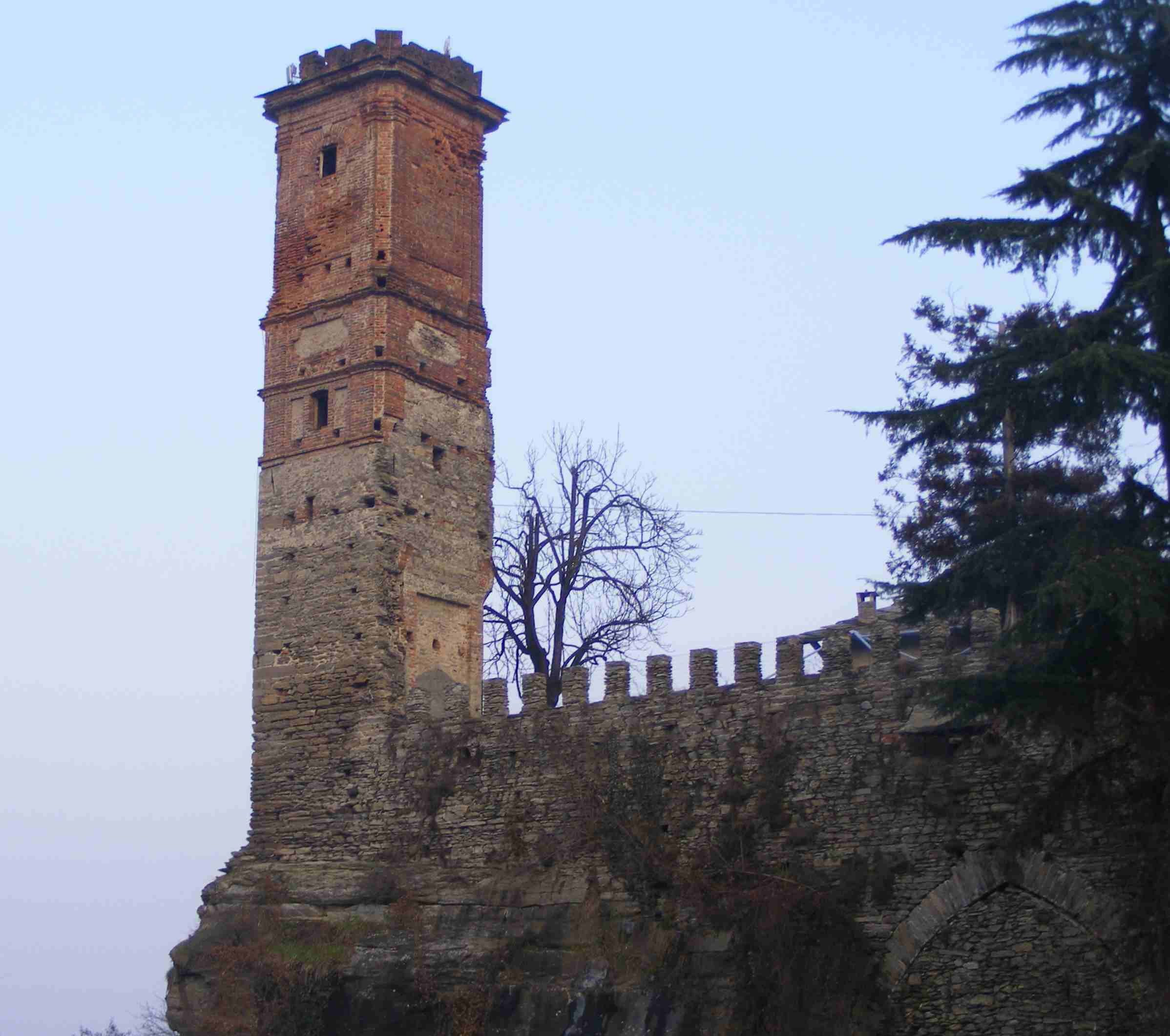
Il castello inferiore

- il castello inferiore o ex convento di San Francesco: sorgente su una rupe fu l'originario castello dei Signori di Barge (sec. XI), ma venne trasformato in convento francescano nel secolo XV. Nel corso dell'Ottocento, fu trasformato in residenza privata; destinazione che attualmente permane (dopo esser caduto in mani pubbliche dal 1904 al 1940).
- il castello superiore: costruito nel primo quarto del sec. XIV dal marchese di Saluzzo, in funzione anti-sabauda. Cadde definitivamente nelle mani di Casa Savoia nel 1364. Ricostruito più volte, fu distrutto durante le guerre che opposero la Francia alla Spagna.
- il castelnuovo: costruito nel XIV secolo, per volere di Bianca di Savoia, a difesa della parte di mura fronteggiante l'attuale edificio delle scuole primarie del capoluogo. Fu utilizzato nel Settecento e fino al 1830 come cimitero cittadino. Le ultime vestigia sono state distrutte nel secolo XX.
- i ricetti: luoghi di ricovero per borghigiani e derrate, utilizzati in caso di guerra. Nel tempo, ne furono costruiti diversi. L'ultimo fu quello esistente ancora nel XVI secolo sul luogo dell'attuale piazza Einaudi. L'ultimo resto, conosciuto come "muraglione del Tiro a Segno", fu abbattuto nel 1963.

## Società

### Evoluzione demografica
Abitanti censiti

### Etnie e minoranze straniere
Secondo i dati ISTAT al 31 dicembre 2017 i cittadini stranieri residenti a Barge sono 1 353. Le nazionalità maggiormente rappresentate sono:
1. Cina, 863
2. Marocco, 204
3. Romania, 138
4. Albania, 59

## Cultura

### Musei
- Museo etnografico La Brunetta (attualmente chiuso, in attesa di ricollocazione)
- Museo civico d'arte contemporanea "Aperto"

## Geografia antropica

### Frazioni e località
Montescotto (Montëscòtt/Mountëscot), Mondarello (Pont d'Ajaod/Poun' d'Aiaout), Torriana (Ën Toriana/ën Touriana), Galleane (Le Gajan-e/Le Galhane), Cappella Nuova (Capela Neuva), Capoloira (ën Capolòira/ën Capouloira), Ripoira (n'Arveuira), Giala (Giala/Jala), Montebracco (Monbrach/Moun' Brac), Moiasole (Mojassòle/Moulhasole), Crocera (La Crosiera), Assarti (ën Lissart/ën L'Issar'), Gabiola (Gabiòla/Gabiola), Lungaserra (Longasèra/Lounga Sèra), Combe (Le Combe/Le Coumbe), Carutti (Carùti), Gorrette (Le Gorëtte/Le Gourëte), San Martino (San Martin/Sën Martin).

## Economia
- La pietra di Barge: la quarzite

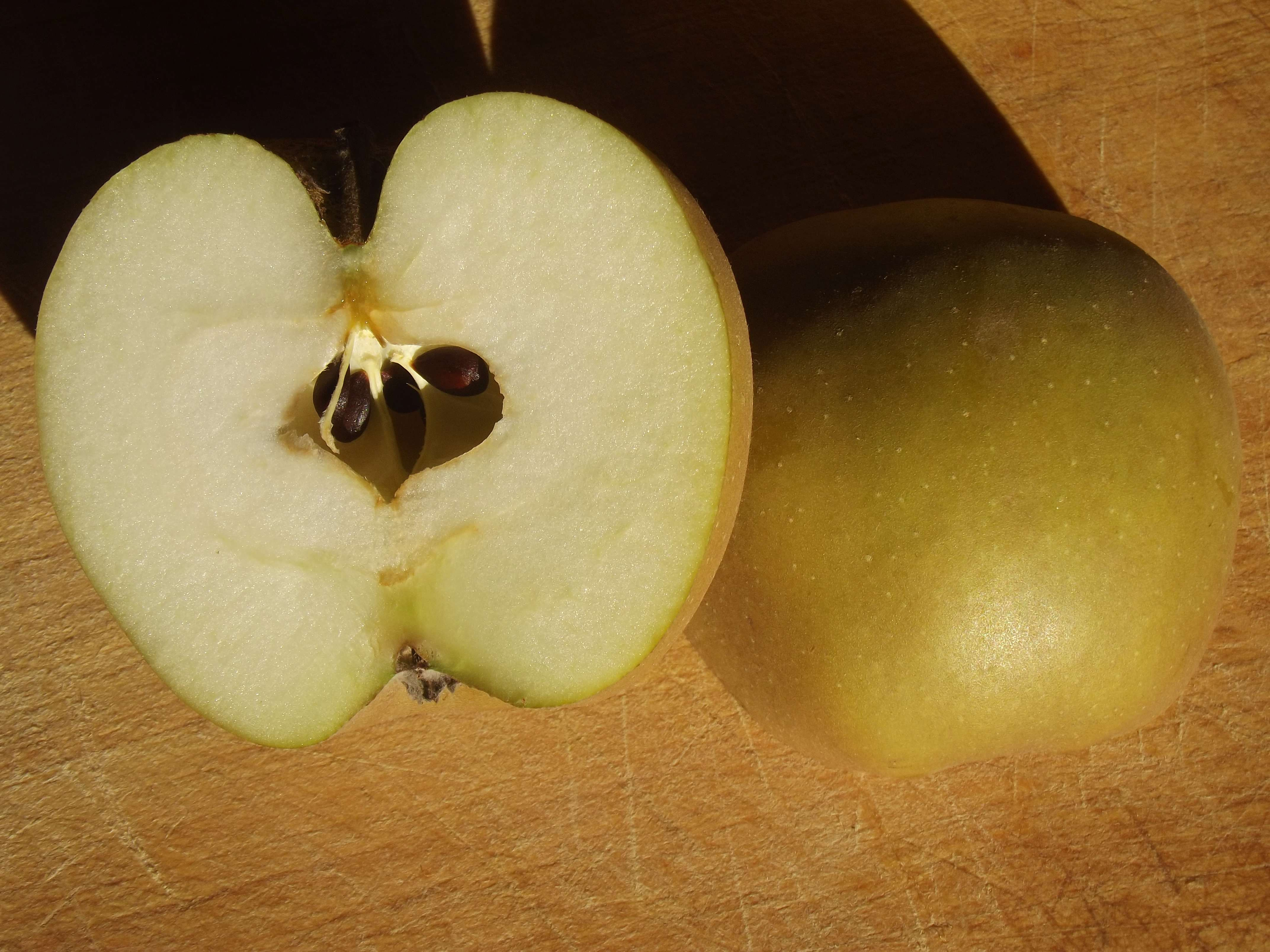
Renetta "Grigia di Torriana"

- ITT Motion Technologies: pastiglie per freni e materiali d'attrito per autoveicoli
- Produzioni agricole tipiche: Mela Renetta Grigia di Torriana (inserita nell'arca del gusto di Slowfood e tra i prodotti agroalimentari tradizionali piemontesi), castagna "Savatùva", kiwi, pera "Tomin" (Toumin), riso, mais varietà "Pignolètt" (Pinhoulet).
- Preparazioni alimentari tipiche: batiaje (biscotti di farina di mais); bargesini al rhum (pasticcini a base di cioccolato e liquore); vino a D.O.C. (rientrante nell'area Pinerolese D.O.C.); formaggio di latte vaccino "toma" (touma) di Barge e "tomin" (toumin); formaggio di latte caprino.

## Infrastrutture e trasporti
Tra il 1915 e il 1935 Barge fu capolinea di una tranvia per Revello e fra il 1885 e il 1984 ospitò altresì la stazione terminale della ferrovia Bricherasio-Barge.

## Amministrazione

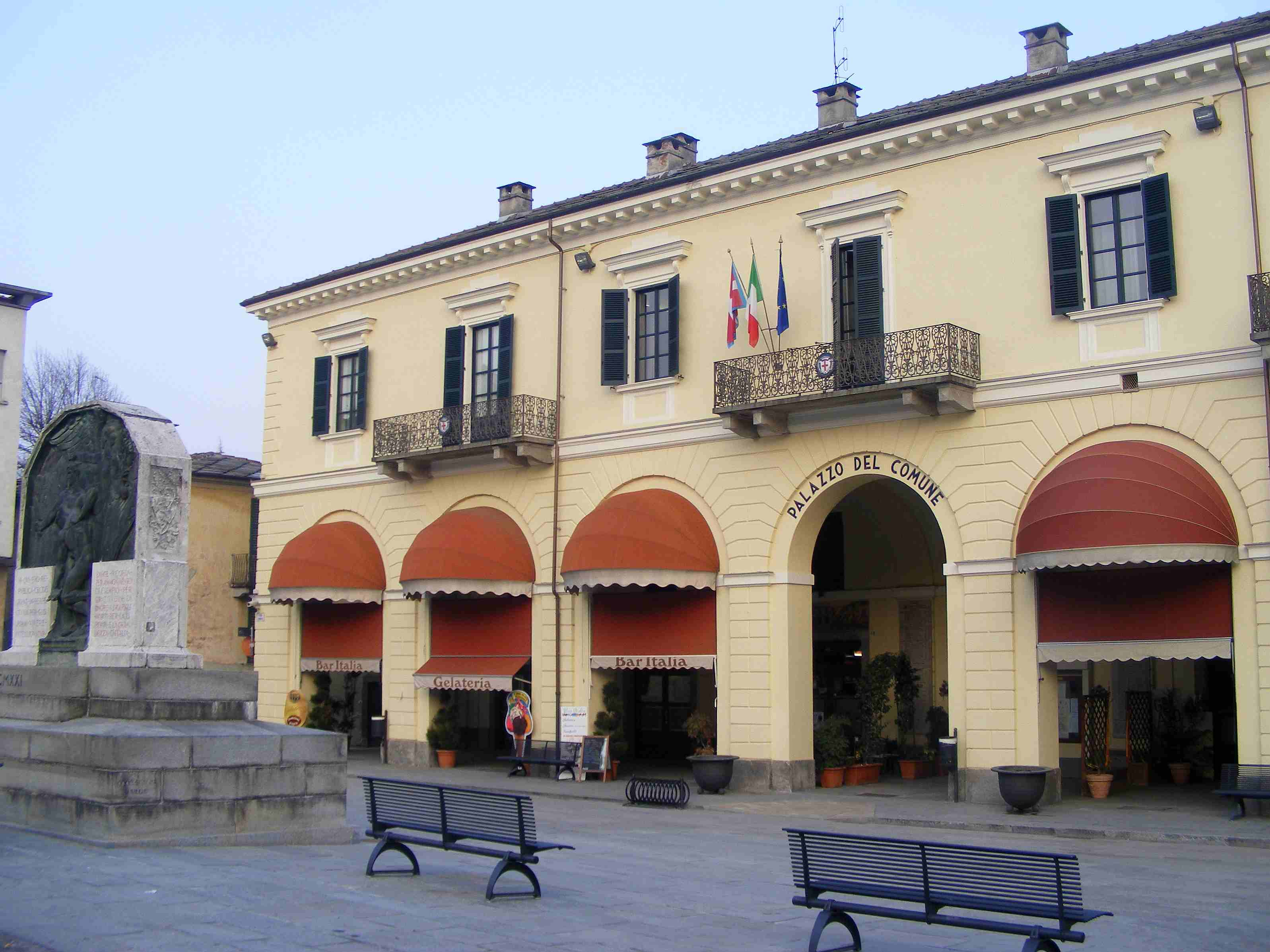
Palazzo comunale

| Periodo          | Periodo        | Primo cittadino | Partito      | Carica  | Note   |
| ---------------- | -------------- | --------------- | ------------ | ------- | ------ |
| 17 novembre 1997 | 28 maggio 2002 | Roberto Broardo | Forza Italia | Sindaco | [ 16 ] |
| 28 maggio 2002   | 29 maggio 2007 | Mario Picco     | Forza Italia | Sindaco | [ 17 ] |
| 29 maggio 2007   | 7 maggio 2012  | Luca Colombatto | Forza Italia | Sindaco | [ 18 ] |
| 7 maggio 2012    | 11 giugno 2017 | Luca Colombatto | Lista civica | Sindaco | [ 19 ] |
| 11 giugno 2017   | 12 giugno 2022 | Piera Comba     | Lista civica | Sindaca |        |
| 12 giugno 2022   | in carica      | Ivo Beccaria    | Lista civica | Sindaco |        |

### Gemellaggi
- Annonay
- Freyre
- El Trébol

## Sport
A Barge esiste un'associazione calcio con il nome di: Infernotto Calcio.
Inoltre esiste una squadra di pallavolo, che ha sede a Luserna San Giovanni (To).
È altresì attiva una delle prime Sezioni fondate del Club Alpino Italiano.